# 로마법

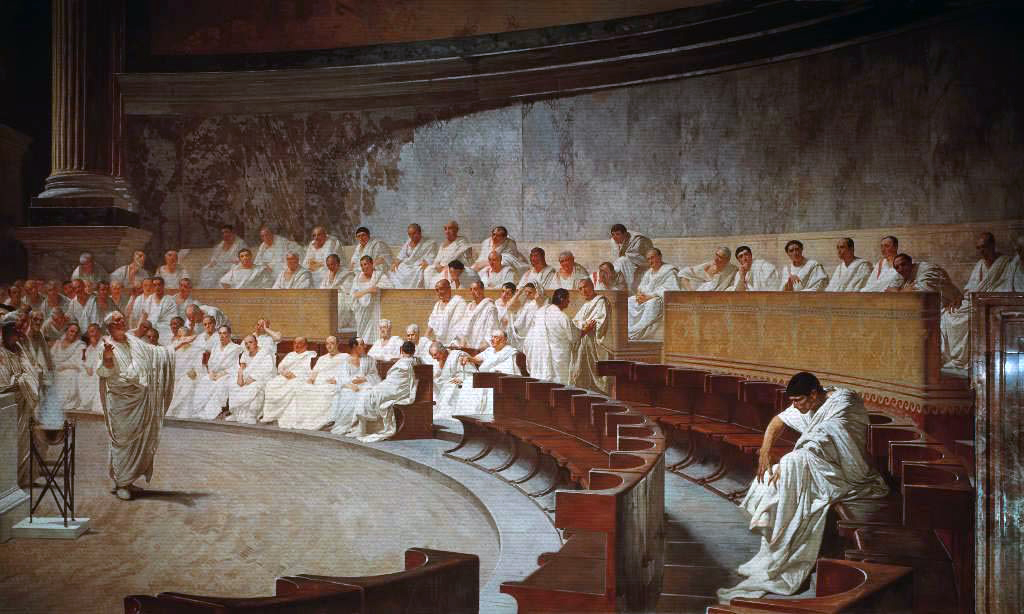

로마법(라틴어: Ius Romanum)은 고대 로마인(사회)의 여러 법 및 법문화(法文化)이다. 기원전 8세기에 성립한 도시국가 로마의 고대법(古代法)은 민족적 색채가 짙은 형식주의적인 엄격한 법으로, 관습법을 주(主)로 하고 기원전 449년의 12표법(表法)을 축(軸)으로 하였다.
12표법으로부터 시작된 로마법은 기원전 3세기에 카르타고에 승리하여 지중해를 무대로 하는 세계 국가·상업 국가 시대를 맞이해서 법의 조직화가 진척되고, 로마 시민에게만 적용되는 시민법(市民法)과 더불어 비시민(非市民)과의 섭외법(涉外法)인 만민법(萬民法)이 형성되어 방식(方式) 자유의 개인주의적 색채를 띤 거래법이 발달됐다.
이 로마법의 근대화는 법무관법·학설법·칙법(勅法) 등에 의하여 시행되었다. 이 고전법 시대에 계속되는 제3기는 전주제(專主制)에 의한 로마의 쇠퇴·분열·멸망이 있었던 시기인데, 530년경 유스티니아누스 1세때에 완전히 정립된다. 유스티니아누스 법전의 로마법은 후에 동로마제국(帝國)에서 비잔틴화(化)·그리스화하였고, 비잔티움 제국과 서유럽 국가들의 사법제도의 근간이 된다. 중세에 이탈리아에서 재생 부활(再生復活)해서 주석학파(註釋學派)를 탄생시키고, 프랑스·독일에 계승되었다. 로마 사법(私法)의 근대적 합리성이 로마법의 특색 및 생명이었다.
로마법은 넓은 의미에서 고대 로마에서 시행된 법만이 아니라 18세기 말까지 유럽 전체에서 사용된 사법제도라고 볼 수 있으며, 독일과 같은 국가에서 로마법의 실제 적용은 더 오랫동안 계속되었다. 이러한 이유로 인해 현대 유럽 국가들과 그 국가들로부터 영향을 받은 나라들의 사법제도는 로마의 영향을 크게 받고 있으며, 특히 민법에 있어서의 영향은 더 크다. 영국은 로마법의 영향을 상대적으로 적게 받았음에도 불구하고 영국과 북아메리카의 관습법은 로마법에 의존하는 정도가 크다.

## 같이 보기
- 판덱텐 - 로마법의 핵심이다
- 로마법 대전
- 고대 그리스의 법률
- 율리우스법

## 참고 문헌
출처
- Berger, Adolf, "Encyclopedic Dictionary of Roman Law", Transactions of the American Philosophical Society, Vol. 43, Part 2., pp. 476. Philadelphia : American Philosophical Society, 1953. (reprinted 1980, 1991, 2002). ISBN 1-58477-142-9

추가적인 참고 자료
- Bablitz, Leanne E. 2007. Actors and Audience in the Roman Courtroom. London: Routledge.
- Bauman, Richard A. 1989. Lawyers and Politics in the Early Roman Empire. Munich: Beck.
- Borkowski, Andrew, and Paul Du Plessis. 2005. A Textbook on Roman Law. Oxford: Oxford Univ. Press.
- Buckland, William Warwick. 1963. A Textbook of Roman Law from Augustus to Justinian. Revised by P. G. Stein. 3d edition. Cambridge, UK: Cambridge Univ. Press.
- Daube, David. 1969. Roman Law: Linguistic, Social and Philosophical Aspects. Edinburgh: Edinburgh Univ. Press.
- De Ligt, Luuk. 2007. "Roman Law and the Roman Economy: Three Case Studies." Latomus 66.1: 10–25.
- du Plessis, Paul. 2006. "Janus in the Roman Law of Urban Lease." Historia 55.1:  48–63.
- Gardner, Jane F. 1986. Women in Roman Law and Society. London: Croom Helm.
- Gardner, Jane F. 1998. Family and Familia in Roman Law and Life. Clarendon Press.
- Harries, Jill. 1999. Law and Empire in Late Antiquity. Cambridge; New York: Cambridge University Press.
- Nicholas, Barry. 1962. An Introduction to Roman Law. Oxford: Clarendon Press.
- Nicholas, Barry, and Peter Birks, eds. 1989. New Perspectives in the Roman Law of Property. Oxford: Oxford Univ. Press.
- Powell, Jonathan, and Jeremy Paterson, eds. 2004. Cicero the Advocate. Oxford: Oxford Univ. Press.
- Rives, James B. 2003. "Magic in Roman Law: The Reconstruction of a Crime." Classical Antiquity 22.2: 313–39.
- Schulz, Fritz. 1946. History of Roman Legal Science. Oxford: Clarendon Press.
- Stein, Peter. 1999. Roman Law in European History. New York: Cambridge Univ. Press.
- Tellegen-Couperus, Olga E. 1993. A Short History of Roman Law. London: Routledge.
- Wenger, Leopold. 1953. Die Quellen des römischen Rechts. Vienna: Österreichische Akademie der Wissenschaften.